# Chrysobatrachus cupreonitens
Chrysobatrachus cupreonitens är en groddjursart som beskrevs av Laurent 1951. Chrysobatrachus cupreonitens ingår i släktet Chrysobatrachus och familjen gräsgrodor. IUCN kategoriserar arten globalt som otillräckligt studerad. Inga underarter finns listade i Catalogue of Life.